# Митинська сільська рада
Ми́тинська сільська рада (рос. Митинский сельский совет) — сільське поселення у складі Кетовського району Курганської області Росії.
Адміністративний центр — село Митино.
Населення сільського поселення становить 1156 осіб (2017; 1123 у 2010, 1198 у 2002).
25 жовтня 2017 року до складу сільського поселення була включена територія площею 124,85 км² Рівненської сільської ради (село Рівна).

## Склад
До складу сільського поселення входять:
| Населений пункт     | Населення, осіб (2002) | Населення, осіб (2010) |
| ------------------- | ---------------------- | ---------------------- |
| Лиственна, присілок | 85                     | 51                     |
| Митино, село        | 620                    | 607                    |
| Рівна, село         | 493                    | 465                    |